# Famille Godefroy
Pour les articles homonymes, voir Godefroy.
La famille Godefroy est une famille noble française, d'ancienne extraction, originaire de l'Aisne et établie à Paris au XVe siècle[réf. nécessaire], puis à Lille à la fin du XVIIe siècle. Elle donna à partir du XVIe siècle plusieurs éminents juristes et historiens au royaume de France.

## Histoire
André Borel d'Hauterive écrit en 1856 sur cette famille : « La famille Godefroy, qui s'est illustrée dans les lettres et les sciences au XVIe siècle et au XVIIe siècle, était déjà depuis longtemps en possession certaine de noblesse sans point de départ connu, lorsqu'elle est entrée à la Chambre des comptes de Lille en la personne de Denis Godefroy, second du nom, en 1668 » Il donne comme premier ancêtre de cette famille Simon Godefroy, seigneur de Sapignies, près de Noyon, né à Mons (Belgique) vers 1320. Cette famille s'est éteinte en 1898 avec son dernier représentant, Denis Marie Charles Raoul de Godefroy de Ménilglaise[réf. nécessaire].

## Filiation
- Denys Godefroy (1549-1622), juriste, professeur de droit à Genève. Il devint célèbre sous le nom de Dionysius Gothofredus, comme auteur du Corpus juris civilis. Ayant embrassé le protestantisme, il fut obligé de sortir de France à l'époque de la Saint-Barthélemy. Il se retira a Genève, vint de là à Strasbourg, et fut député par cette ville impériale au roi Henri IV en mars 1594. Henri IV le rappela et le nomma grand bailli de Gex, puis conseiller au parlement de Paris. Il n'exerça point cette dernière fonction et retourna en Allemagne. L'Electeur palatin l'attira à sa cour, lui donna place dans son conseil, et le chargea, en 1618, d'une ambassade auprès du roi Louis XIII. Il perdit sa bibliothèque, ses papiers et toute sa fortune au sac d'Heidelberg, en 1621, et mourut à Strasbourg le 9 septembre de l'année suivante. Il épousa Denise de Saint-Yon[1], dont :
  - Théodore Godefroy (1580-1649) (son fils aîné), né à Genève, il revint en France et abjura le calvinisme. Il fut nommé historiographe de France en 1617, conseiller au conseil souverain de Nancy, conseiller d’État en 1643, et fut adjoint la même année à l'ambassade française à Münster, en Westphalie où il est resta après la signature de la paix en 1648 comme chargé d'affaires jusqu'à sa mort le 5 octobre de l'année suivante[2]. Il a fait des travaux considérables sur l'histoire de France qui lui valurent plusieurs missions importantes « Il se fait ainsi, comme bien des archivistes, l'auxiliaire de la politique et de la diplomatie »[2]. Son œuvre la plus importante est le Cérémonial de France (1619), un travail qui est devenu un ouvrage classique sur le thème de la cérémonie royale, et a été ré-édité par son fils dans une édition augmentée en 1649. Outre ses ouvrages imprimés, il a constitué une importante collection de documents historiques qui constituent la plus grande partie de la collection Godefroy (plus de cinq cents références) de la Bibliothèque de l'Institut de France.  Celles-ci furent catalogués par Ludovic Lalanne dans l'Annuaire-Bulletin de la Société de l'histoire de France (1865-1866 et 1892). Il avait épousé, en 1610, Anne Janvyer[1], dont :
    - Denis Godefroy (1615-1681), fils aîné de Théodore, succède à son père comme historiographe de France en 1640  Il devint conseiller du roi, directeur de la chambre des comptes de Lille en 1668. Il poursuivit les vastes et profonds travaux de son père sur l'histoire de France et ré-édita plusieurs chroniques qui a été publié par lui. Il fut comme lui, honoré de plusieurs commissions royales et brevets de pension.  Colbert lui confia le soin et l'étude des dossiers concernant les Pays-Bas conservé à Lille, où il vécut une grande partie de sa vie.  Il fut également l'historiographe du règne de Charles VII et de Charles VIII. Il avait épousé, le 2 octobre 1650, Geneviève des Jardins[1], dont :
      - Jean Godefroy, sieur d'Aumont (1656-1732), conseiller du roi, il succéda à son père comme directeur de la chambre des comptes de Lille, et fut en même temps procureur du roi au bureau des finances de cette Généralité. Il édita les lettres de Louis XII, les mémoires de Marguerite de Valois, de Castelnau et de Pierre de l'Estoile, et a laissé quelques documents utiles pour l'histoire des Pays-Bas, dont les mémoires de Philippe de Commynes[3].  Il épousa en 1694 Ursule Le Gay du Chastel[1], dont :
        - Jean Baptiste Achille Godefroy, sieur de Maillart (1697-1759), conseiller du roi, nommé directeur de la chambre des comptes de Lille par lettres de survivance en 1726, commissaire royal pour le règlement des limites en 1748, marié en 1738 à Alexandrine de Zouche, dont :
          - Denis Joseph Godefroy, sieur de Maillart (1740-1819), conseiller du roi, directeur de la chambre des comptes de Lille en 1760, et commissaire royal pour le règlement des limites. Marié en 1788 à Marie-Julie-Eugénie de Lencquesaing[1], dont :
            - Denis-Charles Godefroy de Ménilglaise, sous-préfet de Doullens en 1822, de Saint-Malo en 1824, de Valenciennes en 1826 , démissionnaire en 1830, chevalier de la Légion d'honneur en 1827. Auteur d'un ouvrage sur sa famille, Les Savants Godefroy (Paris, 1873). Il épousa 1° en 1828, Félicité-Ursule de Maingoval, décédée sans enfants en 1829 ; 2° en 1835, Anne-Alphonsine de Droullin de Ménilglaise dont[1] :
              - Raoul (1836-1898), sans postérité de son mariage en 1861 avec Marie Charlotte Zeila de Jarno
              - Denise (1839)
              - Hélène (1852)

  - Jacques Godefroy (1587-1652), il naquit à Genève, où il exerça les premiers emplois, fut conseiller d'État en 1632, syndic en 1657 (charge qu'il remplit quatre fois), ambassadeur près la diète de Baden en Suisse en 1639, et à la cour de France en 1643. Il n'eut pas moins de réputation que son père comme jurisconsulte, et la publication du Code Théodosien avec gloses lui a valu une place parmi les savants les plus distingués de son époque. Il mourut le 23 juin 1652, sans laisser de postérité[1].

## Armes
D'argent à trois hures de sanglier de sable, arrachées et languées de gueules.

## Pour approfondir